# Kamini Kaushal
Kamini Kaushal, nata Uma Kashyap (Lahore, 16 gennaio 1927), è un'attrice indiana.

## Filmografia parziale
- Neecha Nagar, regia di Chetan Anand (1946)
- Shaheed, regia di Ramesh Saigal (1948)
- Nadiya Ke Paar, regia di Kishore Sahu (1948)
- Arzoo, regia di Shaheed Latif (1950)
- Biraj Bahu, regia di Bimal Roy (1954)
- Upkar, regia di Manoj Kumar (1967)
- Shor, regia di Manoj Kumar (1972)
- Roti Kapada Aur Makaan, regia di Manoj Kumar (1974)
- Prem Nagar, regia di K.S. Prakash Rao (1974)
- Sanyasi, regia di Sohanlal Kanwar (1975)
- Santosh, regia di Balbir Wadhawan (1989)
- Gumrah, regia di Mahesh Bhatt (1993)
- Chori Chori, regia di Milan Luthria (2003)
- Chennai Express, regia di Rohit Shetty (2013)
- Kabir Singh, regia di Sandeep Reddy Vanga (2019)

## Premi
- 1956: Filmfare Best Actress Award (Biraj Bahu)
- 1967: BFJA Best Supporting Actress Award (Shaheed)
- 2011: Kalakar Awards: Lifetime Achievement
- 2013: Kalpana Chawla Excellence Award
- 2015: Filmfare Lifetime Achievement Award
- 2015: BBC's 100 Women
- 2020: Star Screen Awards: Best Supporting Actress (Kabir Singh)